# Lijst van rijksmonumenten in Wilnis
De plaats Wilnis telt 8 inschrijvingen in het rijksmonumentenregister. Hieronder een overzicht.
| Object                                               | Oorspronkelijke functie?  | Bouwjaar                   | Architect      | Locatie                   | Coördinaten?                  | Nr.?   | Afbeelding                                           |
| ---------------------------------------------------- | ------------------------- | -------------------------- | -------------- | ------------------------- | ----------------------------- | ------ | ---------------------------------------------------- |
| St.Jan de Doper                                      | Kerk en kerkonderdeel     | 1875-1876                  | A. Tepe        | Driehuisplein 1           | 52° 12' 0" NB, 4° 52' 27" OL  | 39002  | Meer afbeeldingen                                    |
| Boerderij. Langhuis, oude roedeverdeling in vensters | Boerderij                 | 1642                       |                | Oudhuijzerweg 42          | 52° 11' 43" NB, 4° 54' 44" OL | 39004  | Boerderij. Langhuis, oude roedeverdeling in vensters |
| De Veenmolen                                         | Industrie- en poldermolen | 1823                       |                | Oudhuijzerweg 109         | 52° 11' 46" NB, 4° 54' 54" OL | 39005  | Meer afbeeldingen                                    |
| Hervormde kerk vanwege eenklaviers orgel             | Kerk en kerkonderdeel     | 1877 (orgel overgeplaatst) |                | Koningin Julianastraat 23 | 52° 11' 46" NB, 4° 54' 19" OL | 498266 | Hervormde kerk vanwege eenklaviers orgel             |
| Dwarshuisboerderij (type krukhuis)                   | Boerderij                 | 1600-1650                  |                | Veldhuis 2                | 52° 11' 13" NB, 4° 56' 0" OL  | 511814 | Meer afbeeldingen                                    |
| Gereformeerde Kerk                                   | Kerk en kerkonderdeel     | 1912                       | Rothuizen      | Dorpsstraat 20            | 52° 11' 41" NB, 4° 54' 11" OL | 511963 | Meer afbeeldingen                                    |
| Veestal (verloren gegaan)                            | Boerderij                 | 1924                       |                |                           | 52° 10' 58" NB, 4° 52' 1" OL  | 514699 | Upload foto                                          |
| Nederlandse Hervormde Kerk                           | Kerk en kerkonderdeel     | 1877-1878                  | F. Nieuwenhuis | Koningin Julianastraat 23 | 52° 11' 46" NB, 4° 54' 19" OL | 514703 | Meer afbeeldingen                                    |